# كاسبر بوغيلوند
كاسبر بوغيلوند (بالدنماركية: Kasper Bøgelund)‏ (مواليد 8 أكتوبر 1980) هو لاعب كرة قدم. يلعب مع منتخب الدنمارك لكرة القدم. سبق له أن لعب في كأس العالم لكرة القدم مع منتخب بلاده.

## مسيرته الكروية
لعب كاسبر بوغيلوند خلال مسيرته الاحترافية مع 4 أندية في خمسة عشر موسمًا وسجل خلالها 3 أهداف ضمن 199 مباراة. حيث فاز في موسم واحد بالكأس وفي أربعة مواسم بالدوري.
خاض كاسبر بوغيلوند مسيرته مع نادي أودنسه في موسم 1998–99 لمدة موسم واحد، لم يشارك في أي مباراة ولم يسجل أي هدف. ثم انتقل إلى نادي آيندهوفن في موسم 1999–00 ليلعب معه ستة مواسم، حيث شارك في 78 مباراة ولم يسجل أي هدف أيضًا. لينتقل بعدها إلى نادي بوروسيا مونشنغلادباخ في موسم 2005–06 واستمر معه طيلة ثلاثة مواسم، مشاركًا في 44 مباراة سجل خلالها هدفين. ثم انتقل إلى البورك بولدسبيلكلوب ‏ في موسم 2008–09 ليلعب معه خمسة مواسم، مشاركًا في 77 مباراة سجل خلالها هدفًا واحدًا.

## روابط خارجية
- كاسبر بوغيلوند على موقع الاتحاد الدولي (مؤرشف)  (الإنجليزية)
- كاسبر بوغيلوند على موقع الاتحاد الأوربي (الإنجليزية)
- كاسبر بوغيلوند على موقع قاعدة بيانات كرة القدم.إي يو (الإنجليزية)
- كاسبر بوغيلوند على موقع بيانات كرة القدم. دي إي (الألمانية)
- كاسبر بوغيلوند على موقع ناشيونال فوتبول تيمز (الإنجليزية)
- كاسبر بوغيلوند على موقع عالم كرة القدم.نت (الإنجليزية)